# Vasilij Jakovlevič Erošenko
Vasilij Jakovlevič Erošenko (in russo Василий Яковлевич Ерошенко?; talvolta esperantizzato in Vasilij Eroŝenko; Obuchovka, 12 gennaio 1890 – 23 dicembre 1952) è stato uno scrittore, anarchico ed esperantista russo.
Rimasto cieco all'età di quattro anni in seguito a una infezione di morbillo, nel 1912 si trasferì in Gran Bretagna per studiare in un istituto per nonvedenti. Nel 1914 si recò a Tokyo per studiare l'arte del massaggio e dove si fece promotore dello studio dell'esperanto presso i nonvedenti giapponesi.

Viaggià in Thailandia, India, e ritornò nel 1919 in Giappone passando per Shanghai.
Nel 1921 partecipò alle manifestazioni del Primo Maggio indette dalla Lega Socialista Giapponese (日本社会主義同名, Nihon Sakai Shugi Dōmei), raggruppazione politica di sindacati, intellettuali e gruppi anarchici fondata nel 1920 da Toshihiko Sakai e Hitoshi Yamakawa. In seguito alla manifestazione il governo dichiarò illegale la Lega ed espulse Erošenko che si trasferì in Cina. Dal 1922 insegnò letteratura russa all'Università di Pechino. In Cina entrò in contatto con il celebre scrittore Lu Xun, che tradusse in cinese alcune sue novelle. Influenzò anche Ba Jin.

Nel 1924 si trasferì a Mosca, dal 1929 al 1930 viaggiò nella penisola dei Čukči, nel 1935 lavorò a Nižnij Novgorod, e quindi, fino al 1945, visse a Mary, nella provincia di Mary in Turkmenistan. Dal 1949 al 1951 visse a Tashkent per poi fare ritorno alla sua città natale.

## Opere
- Lumo kaj ombro
- La tundro ĝemas
- Malvasta kaĝo
- Stranga kato
- La kruĉo de saĝeco
- Cikatro de amo